# Joseph Jemain
Joseph Jemain (né Jean Joseph Jemain le 27 février 1864 à Bordeaux et mort 30 août 1954 à Paris) est un musicien, organiste, chef d'orchestre et compositeur français.

## Biographie
Il débuta ses études musicales à Bordeaux et les compléta au Conservatoire de Paris dans la classe de Marmontel père (piano). Après quatre ans, en 1885, il en sortit avec un premier prix de piano. Il étudia aussi le contrepoint et la fugue avec Ernest Guiraud et l’orgue avec César Franck (dont il suivit les leçons particulières durant plusieurs années).
Professeur de piano au Conservatoire de Lyon, il y créa et dirigea l’Association des Concerts Symphoniques (55 exécutants).
De retour à Paris, il dirigea à l’Ambigu les matinées Danbé à la mort de celui-ci en 1905, professa durant 6 années à la Scola Cantorum (il eut notamment pour élève René Blin), créa en 1915 les Concerts du Jardin du Luxembourg, et reprit alors la direction des Concerts Rouge.
Il fut aussi jusqu’en 1914 critique musical du Ménestrel.
Après 1918, il se consacre à sa carrière d'organiste, à la composition et aux cours d'orgue.
En 1931, on le retrouve chef d’un orchestre de « musiciens chômeurs victimes de la musique mécanique ». En 1933, il est vice-président de la Chambre syndicale française des Compositeurs de musique.

## Œuvres
Il a effectué de nombreuses orchestrations et transcriptions d'œuvres de César Franck, Jean-Philippe Rameau, Jean-Marie Leclair, etc.
Parmi ses compositions, citons :
- 6 Petites Pièces... (pour petit orchestre)
- 4 Sérénades
- Les Perles pour piano et chant, paroles de A. Thalasso
- Quatre pièces pour piano, op. 72
- Nuit de printemps pour orchestre

### Filmographie
- L'Atlantide (Jacques Feyder, 1921)